# Italdesign Giugiaro
Italdesign Giugiaro S.p.A (comúnmente llamada Italdesign) es un estudio de diseño de automóviles y una compañía de ingeniería fundada en Turín, Italia. El diseñador de automóviles Giorgetto Giugiaro fundó la empresa con Aldo Mantovani en 1968, como Studi Italiani Realizzazione Prototipi. Hoy, la empresa es famosa gracias al trabajo de su filial, Giugiaro Design. Italdesign también realiza ingeniería automotriz, prototipos y pruebas.

## Venta a Volkswagen
Después de haber sido anteriormente propiedad de Giorgetto Giugiaro y su hijo Fabrizio Giugiaro, en 2010 Italdesign Giugiaro pasó a ser propiedad del Grupo Volkswagen, con la compra del 90,1% de las acciones de la compañía. El acuerdo fue firmado en Turín el 25 de mayo de 2010.
El 28 de junio de 2015 Fabrizio y Giorgio Giugiaro vendieron su remanente de acciones de Italdesign Giugiaro a Audi. Posteriormente en 2017 se lanza Italdesign Automobili Speciali como nueva marca de Italdesign  que contara con una gama de vehículos en ediciones muy limitadas.

## Automóviles diseñados
Italdesign ha sido reconocida por el diseño de una amplia variedad de prototipos, así como automóviles de producción, desde la fundación de la empresa en 1968.

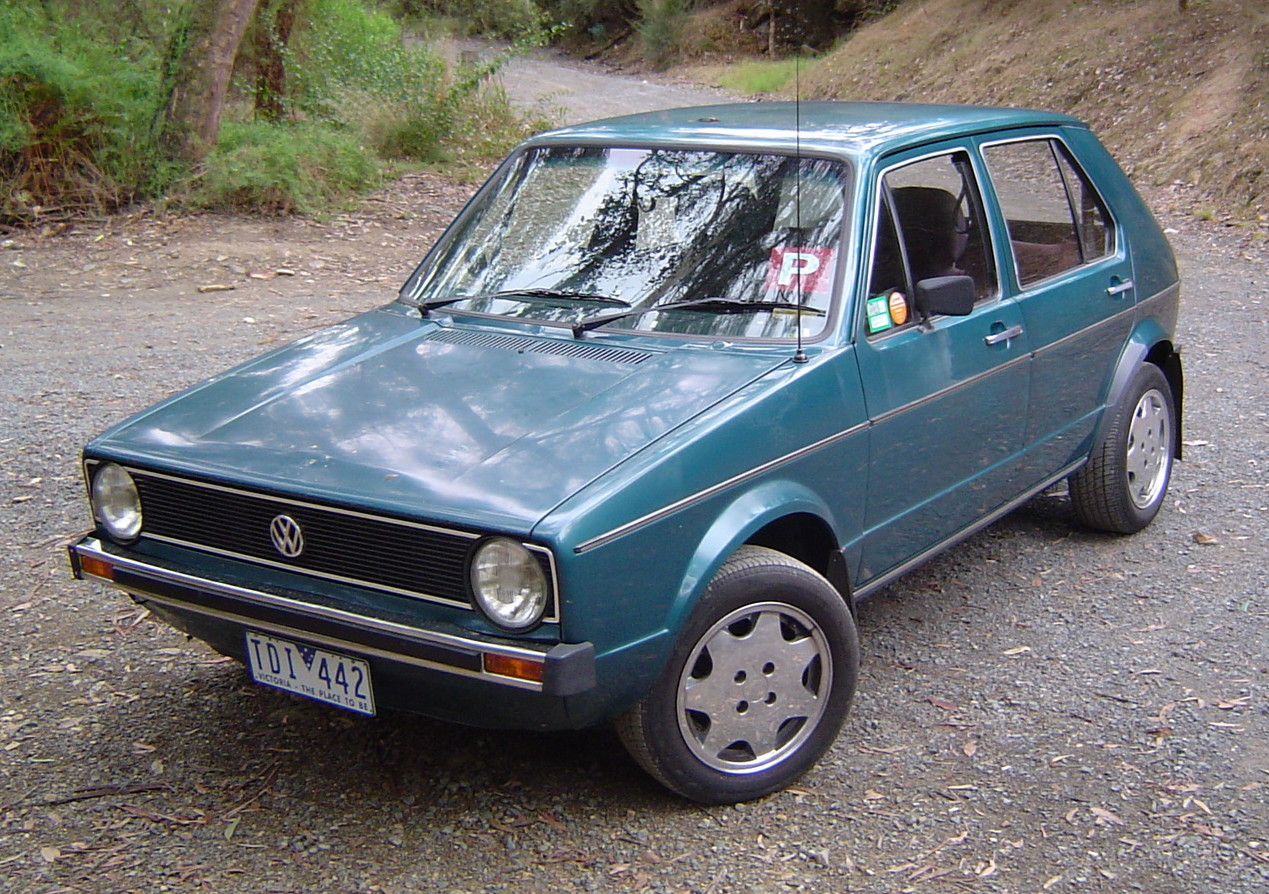
Primera generación del Volkswagen Golf.

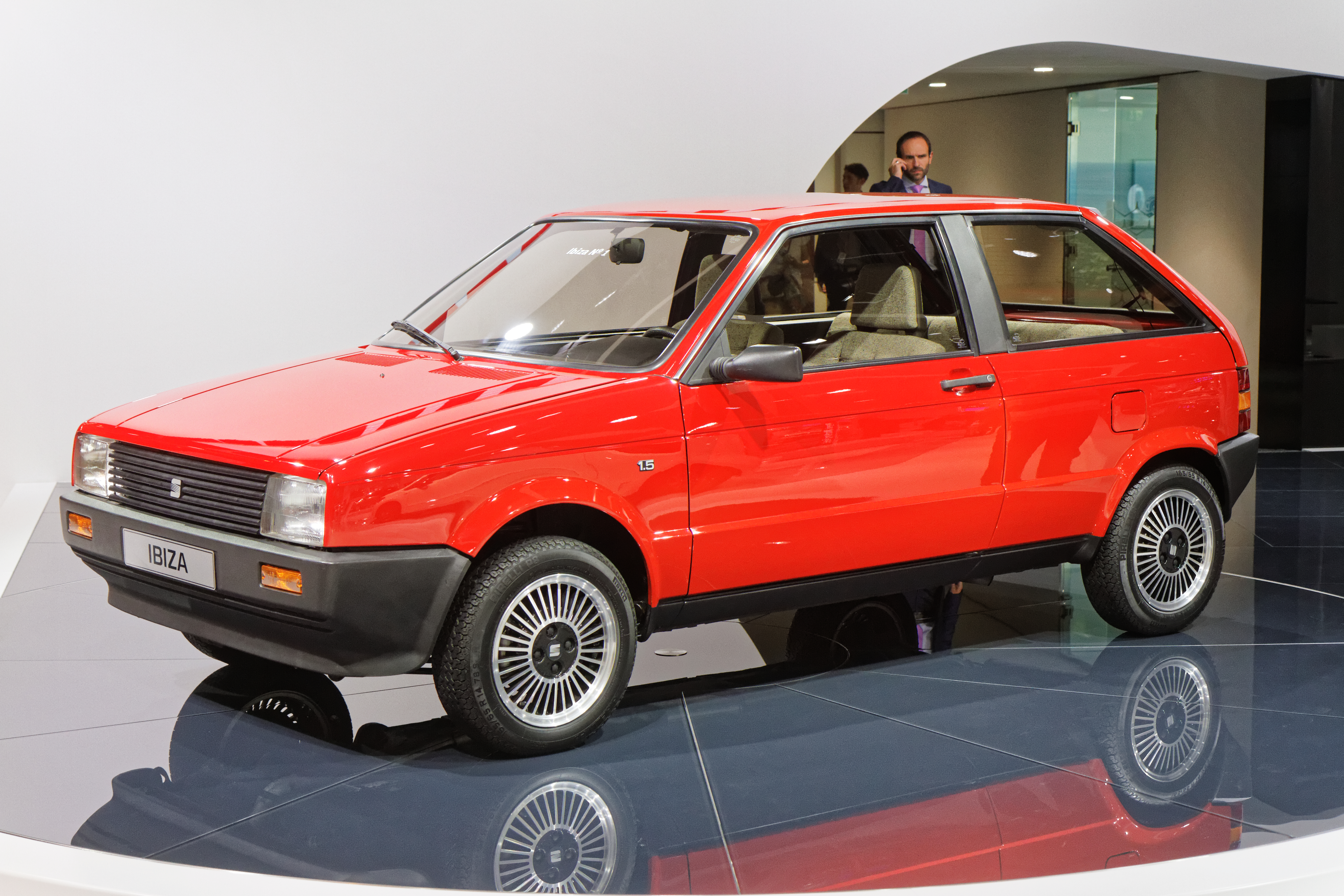
Primera generación del SEAT Ibiza.

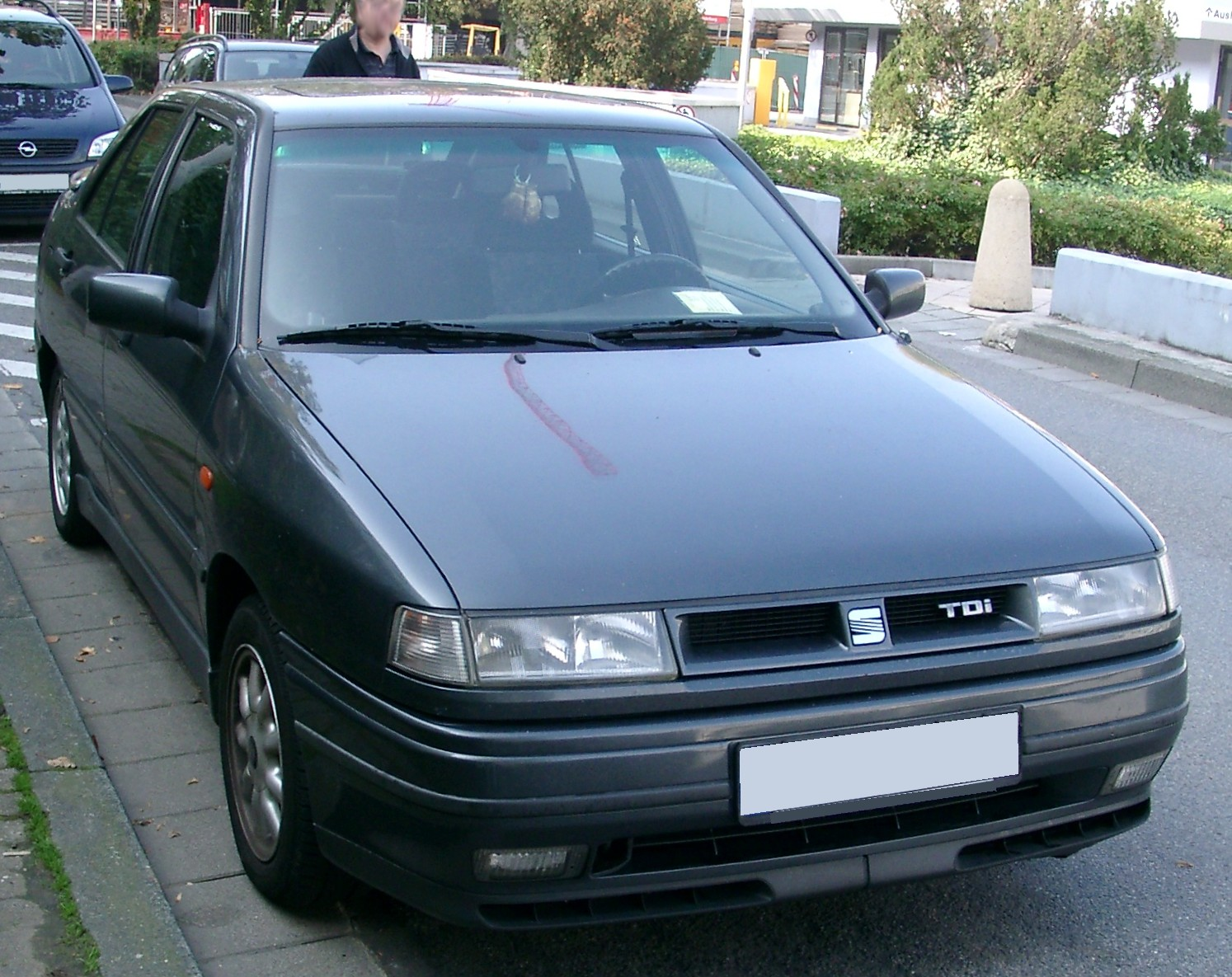
Primera generación del SEAT Toledo.

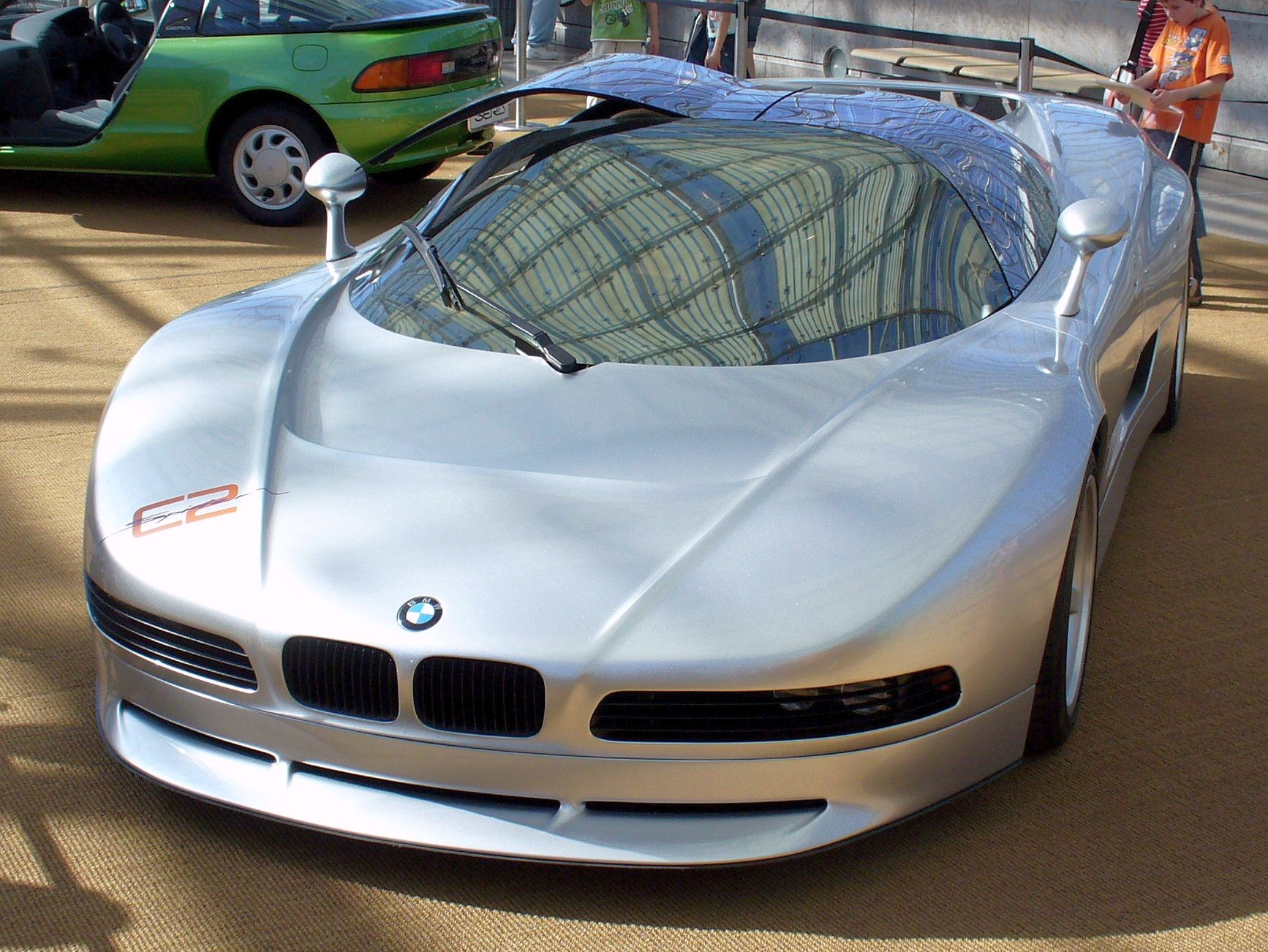
BMW Italdesign Nazca C2.

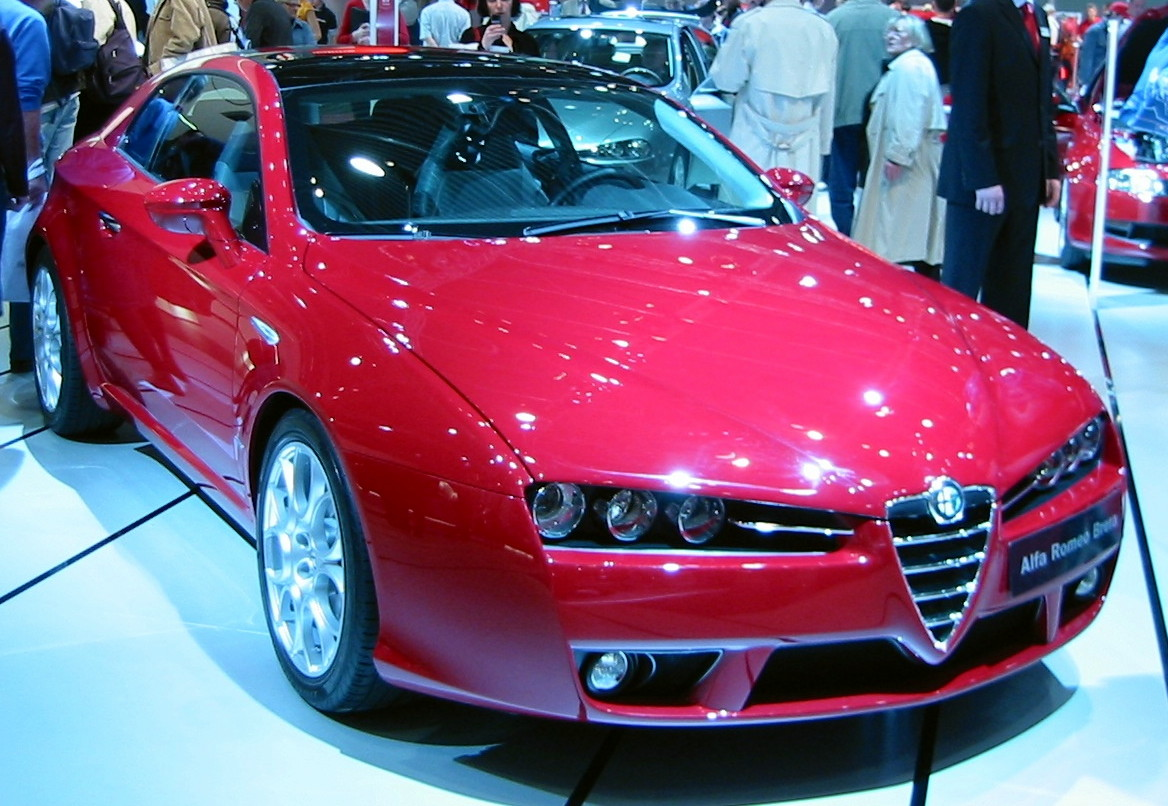
Alfa Romeo Brera.

| - Alfa Romeo - Alfa Romeo Alfasud (1971) - Alfa Romeo Alfetta (1974) - Alfa Romeo 33 Iguana (prototipo de 1969) - Alfa Romeo Brera (2005) - Alfa Romeo Scighera (prototipo de 1997) - Alfa Romeo 159 (2005) - Audi - Audi Karmann Asso di Picche (prototipo de 1973) - Audi 80 (1978) - Bizzarrini - Bizzarrini Manta (prototipo) - BMW - BMW Nazca C2 (prototipo de 1992) - BMW Nazca C2 Spider (prototipo de 1993) - BMW M1 (1971) - BMW Karmann Asso di Quadri (prototipo de 1976) - Bugatti - Bugatti EB118 (prototipo de 1998) - Bugatti EB218 (prototipo de 1999) - Bugatti 18/3 Chiron (prototipo de 1999) - Bugatti Veyron - Chevrolet - Chevrolet Corvette Moray (prototipo de 2003) - Daewoo - Daewoo Bucrane (prototipo) - Daewoo Matiz (1998) - Daewoo Kalos (2002) - DeLorean Motor Company - DMC DeLorean (1981) - Ferrari - Ferrari GG50 (prototipo de 2005) - Fiat - Fiat 850 Sport Coupe (1965) - Fiat Grande Punto (2005) - Fiat Panda (1980) - Fiat Punto (1993) - Fiat Sedici (2006) - Fiat Uno (1983) - Ford - Ford Mustang Giugiaro (prototipo de 2006) - Italdesign - Asgard (prototipo) - Áspid (prototipo) - Aztec Convertible (prototipo) - Biga (prototipo) - Calá (prototipo) - Cápsula (prototipo) - Columbus (prototipo) - ID chinquecento (prototipo) - Lucciola (prototipo) - M8 (prototipo) - Machimoto (prototipo) - Marlin (prototipo) - Maya (prototipo) - Structura (prototipo) - Together (prototipo) - Touareg (prototipo) | - Isuzu - Isuzu Piazza/Impulse (1981) - Hyundai - Hyundai Pony (1974) - Hyundai Sonata (1988) - Lamborghini - Lamborghini Calà (prototipo) - Lamborghini Gallardo - Lamborghini Marco Polo - Lancia - Lancia Delta - Lancia Medusa (prototipo) - Lancia Megagamma (prototipo) - Lancia Orca - Lancia Prisma - Lancia Thema - Lotus - Lotus Esprit (prototipo de 1972) - Maserati - Maserati 3200 GT - Maserati Coupe - Maserati Quattroporte - Morris - Morris Ital - Renault - Renault 21 - Renault 19 - Renault megane cc karmann - Suzuki - Suzuki SX4 - SEAT - SEAT Proto T (prototipo de 1989) - SEAT Proto TL (prototipo de 1990) - SEAT Proto C (prototipo de 1990) - SEAT Toledo (primera generación 1991) - SEAT Ibiza (1993) - SEAT Córdoba (1993) - SEAT Toledo (segunda generación 1998) - Ssangyong - Ssangyong Korando C - Toyota - Toyota Alessandro Volta - Volkswagen - Volkswagen Passat (1973) - Volkswagen Scirocco (1974) - Volkswagen Golf (1974) - Volkswagen Nardo (prototipo de 1997) - Zastava - Zastava Florida |  |